# Erethizontinae
Sous-famille
Les Erethizontinae sont une sous-famille de la famille des Erethizontidae, laquelle regroupe les porcs-épics du continent américain. Cette sous-famille a été décrite pour la première fois en 1845 par le zoologiste Charles-Lucien Bonaparte (1803-1857), l'un des neveux de Napoléon Bonaparte.

## Liste des genres
Selon  Mammal Species of the World (version 3, 2005)  (24 octobre 2013) et ITIS (24 octobre 2013) :
- sous-famille des Erethizontinae :
  - genre Coendou Lacépède, 1799 - des coendous
  - genre Echinoprocta Gray, 1865 - le Porc-épic rougeâtre
  - genre Erethizon F. Cuvier, 1823 - le Porc-épic nord-américain
  - genre Sphiggurus F. Cuvier, 1825 - des porcs-épics préhensiles ou coendous